# Arabförbundet
Arabförbundet  (arab. جامعة الدول العربية al-jami'at al-arabiyya, eng.: League of Arab States, tidigare Arab League) är en samarbetsorganisation för arabisktalande stater som bildades 1945. Huvudkontoret ligger i Kairo i Egypten. Medlemsstaterna har förbundit sig att samarbeta i ekonomiska frågor och att inte använda vapen mot varandra. Dock har flera blodiga krig förekommit mellan aktörer från olika medlemsstater.
Arabförbundet eller Arabligan bildades den 22 mars 1945 av sju stater. Till organisation och funktion liknar förbundet Organization of American States, Europarådet och Afrikanska unionen; syftet är politiskt. Medlemskapet är primärt grundat på kulturell enhet och inte geografisk. Samtliga medlemsstater är även medlemmar i Islamiska konferensen.
Förbundet leds av en generalsekreterare som har en stab till sitt förfogande, samt departement. Det har ett råd i vilket samtliga medlemsstater ingår, och därtill finns ett ekonomiskt och socialt råd, kommittéer och specialorgan. Nuvarande generalsekreterare, sedan 2016, är Ahmed Aboul Gheit.

## Medlemmar

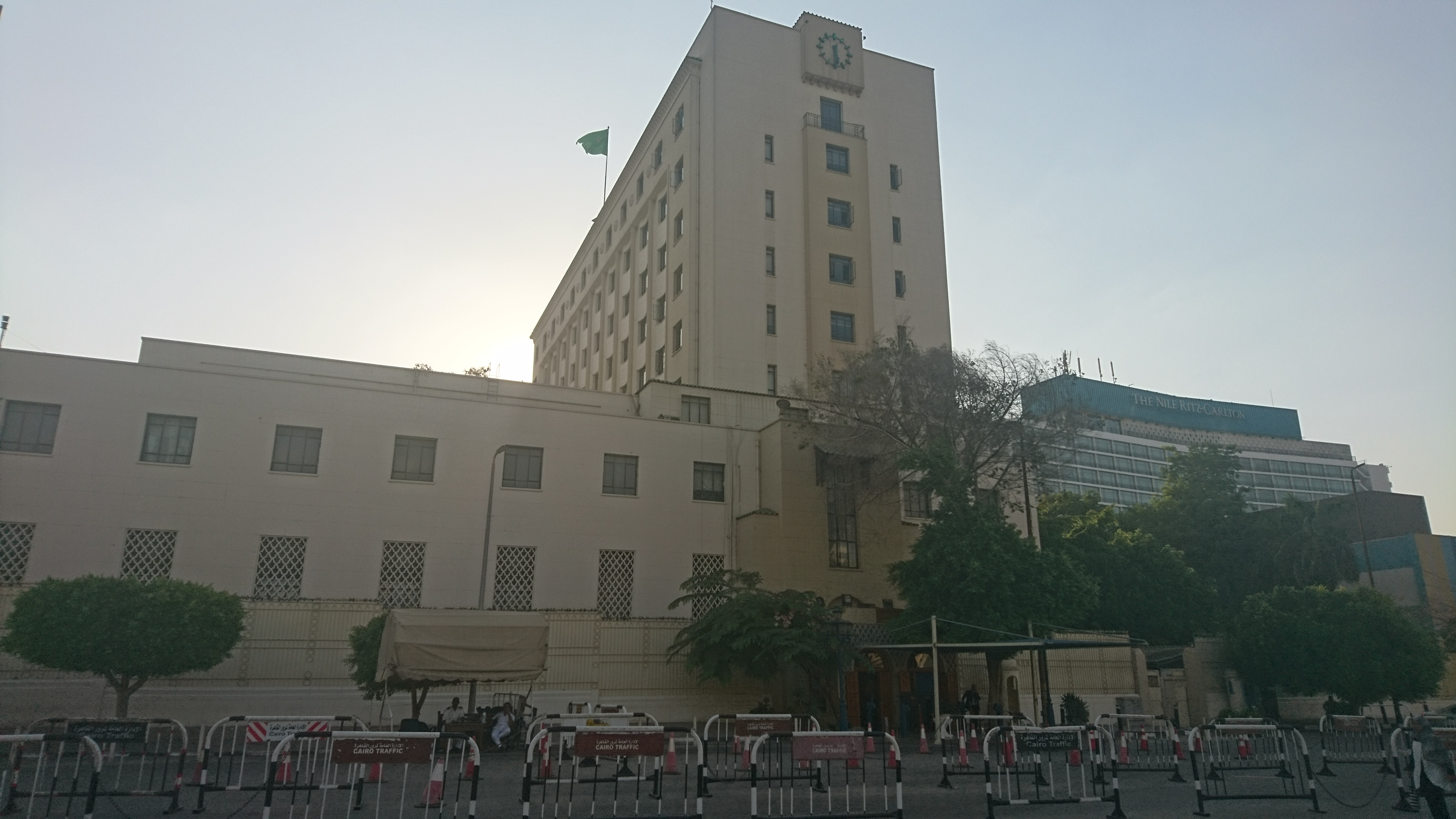
Arabförbundets högkvarter i Kairo.

Karta som belyser Arabförbundets medlemmar. Västsahara är streckad på grund av kontrovers.

Arabförbundet grundades i Kairo 1945 av Egypten, Irak, Libanon, Saudiarabien, Syrien, Transjordanien (Jordanien efter 1946), samt Jemen. Antalet medlemmar ökade under den senare halvan av 1900-talet, med ytterligare 15 arabiska stater och tre stater med observatörsstatus.
Egyptens medlemskap upphörde år 1979 efter att de signerat det egyptisk-israeliska fredsavtalet, och förbundets högkvarter flyttades från Kairo till Tunis i Tunisien. 1987 återupptog arabiska länder sina diplomatiska relationer med Egypten och landet återupptogs i Arabförbundet 1989 och förbundets högkvarter flyttade åter tillbaka till Kairo. I september 2006 antogs Venezuela som ett observatörsland och likaså Indien 2007. 
Israel är inte en medlem trots att 20 % av dess befolkning har arabiskt ursprung, och över hälften av den judiska populationen härstammar från judar från arabiska länder, och arabiska är ett av Israels officiella språk. Inte heller är Tchad en medlem, trots att arabiska är ett av landets officiella språk och modersmål för många i landet. 
De nuvarande medlemmarna och observatörerna av Arabförbundet listas nedan tillsammans med deras antagningsdatum. 

Datum för medlemskap för medlemsländerna; Komorerna (inringade) blev medlem år 1993.
1940-talet 1950-talet 1960-talet 70-talet

| Egypten Irak Jordanien(**) Libanon Saudiarabien Syrien | 22 mars 1945 (*)  |
| Jemen                                                  | 5 maj 1945        |
| Libyen                                                 | 28 mars 1953(***) |
| Sudan                                                  | 19 januari 1956   |
| Marocko(****) Tunisien                                 | 1 oktober 1958    |
| Kuwait                                                 | 20 juli 1961      |
| Algeriet                                               | 16 augusti 1962   |

| Förenade arabemiraten | 12 juni 1972          |
| Bahrain Qatar         | 11 september 1971     |
| Oman                  | 29 september 1971     |
| Mauretanien           | 26 november 1973      |
| Somalia               | 14 februari 1974      |
| Palestina(*****)      | 9 september 1976      |
| Djibouti              | 9 april 1977          |
| Komorerna             | 20 november 1993      |
| Eritrea               | observatör sedan 2003 |
| Venezuela             | observatör sedan 2006 |
| Indien                | observatör sedan 2007 |

## Generalsekreterare
- 1945–1952, Abdul Rahman Hassan Azzam, Egypten
- 1952–1972, Abdul Khlek Hassouna, Egypten
- 1972–1979, Mahmoud Riad, Egypten
- 1979–1990, Chedi Klibi, Tunisien
- 1991–2001, Dr. Ahmad Esmat Abd al Meguid, Egypten
- 2001–2011, Amr Musa, Egypten
- 2011–2016, Nabil al-Arabi, Egypten
- 2016–, Ahmed Aboul Gheit, Egypten

## Demografi

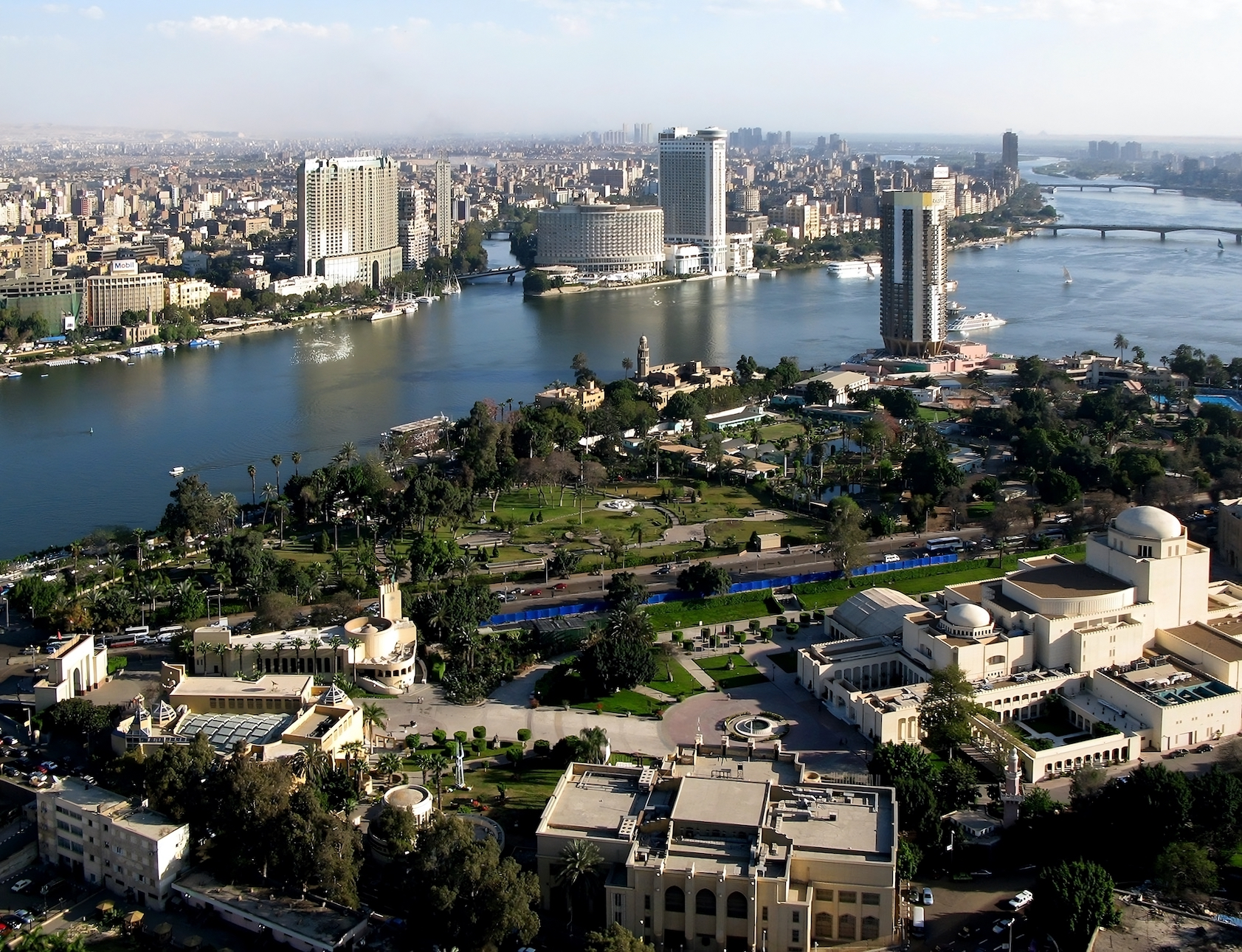
Kairo, den största staden i Arabförbundet. Det är även där högkvarteret ligger.

Arabförbundet är en kulturell och etnisk mångfaldig sammanslutning med 22 medlemsstater, även om en stor majoritet av förbundet består av araber. Den 1 januari 2007 levde omkring 314 miljoner människor i arabförbundets medlemsstater. Dess befolkning växer snabbare än i de flesta andra globala regioner. Detta hotar att minska den långsamma ekonomiska tillväxten i förbundets utvecklingsländer.
Den folkrikaste medlemsstaten är Egypten, med en befolkning på omkring 80 miljoner. Den minsta medlemsstaten befolkningsmässigt sett är Djibouti, med omkring 500 000 invånare. De flesta staterna vid Persiska viken har en stor befolkning av utländska arbetare. Förenade arabemiratens arabiska befolkning är mindre än 20 procent av den totala befolkningen, medan 50 procent kommer från Sydasien, även om de inte är medborgare. Vissa stater vid Persiska viken importerar även billig arabisk arbetskraft, främst från Egypten och Jemen.
Eftersom de största delarna av arabförbundet är öken, är befolkningen koncentrerad i och omkring städer där den främsta handeln och industrin bedrivs. Den största staden i arabförbundet är Kairo, följt av Bagdad, Khartoum, Damaskus, Riyadh, Alexandria och Casablanca.

## Politik
Av Arabförbundets 22 medlemsländer har i dag endast två någon form av demokratiskt system med fria val: Irak och Libanon. I båda länderna är dessutom den politiska situationen ytterst instabil. Med undantag av Tunisien, Egypten och Libyen, där ledarna störtats under Arabvåren (och vars framtid måste betecknas som oviss) styrs övriga arabiska länder av auktoritära monarker eller presidenter vid makten, ofta sedan decennier tillbaka.